# 東横地
東横地（ひがしよこじ）は静岡県菊川市の大字。

## 地理
菊川市の中部、横地地区の東部に位置する。東で棚草、西で西横地・土橋・奈良野・下内田、南で丹野及び三沢、北で小出・半済・神尾・小沢と接する。

### 河川
- 牛淵川

### 字一覧
130以上の字がある（2018年（平成30年）10月16日現在）。
- 雨垂（うだれ）
- 奈良淵（ならぶち）
- 春日（かすが）
- 早口（はやくち）
- 入ノ口（いりのくち）
- 前野（まえの）
- 金山（かねやま）
- 前通（まえどおり）
- 一丁田（いっちょうだ）
- 西荒毛（にしあらけ）
- 川向（かわむかい）
- 川田（かわだ）
- 六反田（ろくたんだ）
- 岩ノ上（いわのうえ）
- 三枚橋（さんまいばし）
- 椎ケ下（しいがした）
- 長五郎田（ちょうごろうだ）
- 御嶺所（ごりょうしょ）
- 神子田（かみこだ）
- 馬留（うまどめ）
- 太夫橋（たゆうばし）
- 段向（だんむかい）
- 成持（いぬもち）
- 毛無山（けなしやま）
- 宇藤（うとう）
- 深田（ふかだ）
- 添（そえ）
- 常泉橋（じょうせんばし）
- 瀬分側（せぶがわ）
- 新橋向（しんばしむかい）
- 紺屋敷（こんやしき）
- 道光（どうこう）
- 御屋敷（おんやしき）
- 谷口（やぐち）
- 久保ノ谷（くぼのや）
- 西原（にしはら）
- 西山（にしやま）
- 常泉原（じょうせんばら）
- 木倉（きくら）
- 大薮（おおやぶ）
- ヲセド（おせど）
- 前川（まえかわ）
- 五郎太夫（ごろうだゆう）
- 天神裏（てんじんうら）
- 石原田（いしはらだ）
- 神屋敷（かみやしき）
- 田中（たなか）
- 東側（ひがしがわ）
- 柚木（ゆずのき）
- 諏訪（すわ）
- 内篭り（うちごもり）
- 中割り（なかわり）
- 桜久（さくらひさ）
- 喜田（よしだ）
- 峯下（みねした）
- 昭和（しょうわ）
- 段屋敷（だんやしき）
- 前山（まえやま）
- 峯原（みねはら）
- 惣七ケ谷（そうしちがや）
- 矢城海戸（やしろかいと）
- 西側（にしがわ）
- 五郎兵衛（ごろうべえ）
- 蔵ノ腰（くらのこし）
- 茶屋ノ前（ちゃやのまえ）
- 才坂（さいさか）
- 長藤（ながふじ）
- 上海戸（かみかいと）
- 法院下（ほういんした）
- 洗坂（あらいさか）
- 諏訪下（すわした）
- 諏訪ノ谷（すわのや）
- 中井場（なかいば）
- 善三ケ谷口（ぜんぞうがやぐち）
- 伊平（いへい）
- 常清（とこせい）
- 善三ケ谷（ぜんぞうがや）
- 東ノ谷口（ひがしのやぐち）
- 半三谷口（はんぞうやぐち）
- 地蔵前（じぞうまえ）
- 三反田（さんたんだ）
- 東ノ谷（ひがしのや）
- 半三谷（はんぞうや）
- 三屋敷（さんやしき）
- 延命段（えんめいだん）
- 道久（みちひさ）
- 中上（なかうえ）
- 殿ケ谷（とのがや）
- 杉ノ谷（すぎのや）
- 武衛原（ぶえいはら）
- 藤八上（とうはちかみ）
- 杉谷原（すぎのやはら）
- 長溝（ながみぞ）
- 椿屋敷（つばきやしき）
- 神田（かんだ）
- 百々（どうどう）
- 出崎（でざき）
- 根岸（ねぎし）
- 四通田（よとおりだ）
- 渥美谷（あつみや）
- 送神（おくりがみ）
- 松木田（まつきだ）
- 烏帽子（えぼし）
- 明体（めいたい）
- 矢師ケ谷（やしがや）
- 向原（むかいはら）
- 小太郎（こたろう）
- 黒三沢（くろさんざわ）
- 赤峰（あかみね）
- 雨提谷（うていや）
- 中尾（なかお）
- 中尾下（なかおした）
- 白山前（はくさんまえ）
- 慈眼寺前（じがんじまえ）
- 小田屋敷（おだやしき）
- 白山（はくさん）
- 白山東（はくさんひがし）
- 弥平治谷（やへいじだに）
- 大久保（おおくぼ）
- 鍋沢口（なべさわぐち）
- 城下（しろした）
- 西御堂谷（にしみどうがや）
- 東御堂谷（ひがしみどうや）
- 上慶（じょうけい）
- 朔田（さくた）
- 四ツ恵（よつけい）
- 常泉寺（じょうせんじ）
- 赤坂（あかさか）
- 川代（かわしろ）
- 御屋敷段（おやしきだん）
- 谷田（やたべ）

## 歴史

### 沿革
- 1889年（明治22年）4月1日 - 町村制の施行により、城東郡東横地村が周辺の村と合併し、城東郡横地村となる[WEB 7]。旧村名は横地村の大字として残る[WEB 8]。
- 1896年（明治29年）4月1日 - 郡制の施行により所属郡が小笠郡に変更。
- 1954年（昭和29年）1月1日 – 横地村が堀之内町・内田村・六郷村・加茂村と新設合併を行い、菊川町が発足する。
- 2005年（平成17年）1月17日 – 菊川町が小笠町と新設合併を行い、菊川市となる。

## 施設
- 菊川市立横地小学校
- 静岡県立小笠高等学校
- 菊川市消防本部
- 菊川市立総合病院
- 横地郵便局
- リョービ 菊川工場
- 西浦化学 菊川工場
- ファミリーマート菊川東横地店
- 金毘羅神社
- 奥横地神明神社
- 曹洞宗 興獄寺
- 曹洞宗 常泉寺

## 交通

### バス
- しずてつジャストライン菊川浜岡線：（菊川駅前 方面 - ）菊川市立総合病院 - 横地小学校入口 - 川島公会堂（ - 浜岡営業所 方面）
- 菊川市コミュニティバス
  - 西方コース：菊川市立総合病院 - 病院北薬局前（ -  堀之内公会堂 方面）
  - 沢水加コース：菊川市立総合病院 - 病院北薬局前（ -  六本松集会所 方面）
  - 倉沢・富田コース：菊川市立総合病院 - 病院北薬局前（ -  上倉沢公会堂 方面）
  - 菊川東循環コース：菊川市立総合病院 - 病院北薬局前（ -  布引原北公民館 方面）
  - 菊川西循環コース：菊川市立総合病院 - 病院北薬局前（ -  中内田上地区集落センター 方面）
  - 丹野・嶺田コース：菊川市立総合病院 - Vドラッグ前 - 奥横地屋台小屋 - 奥横地公民館（ - 西ケ崎公民館 方面）
  - 三沢・河東コース：菊川市立総合病院 - Vドラッグ前 - 段横地 - 横地小学校（ - 三沢 方面）
  - 奈良野・布引原コース：菊川市立総合病院 - Vドラッグ前 - 段横地 - （ - 布引原北公民館 方面）

### 道路
- 静岡県道245号川上菊川線

## その他

### 学区
小学校・中学校の学区は以下の通りである。
| 番・番地等 | 小学校             | 中学校               |
| ---------- | ------------------ | -------------------- |
| 全域       | 菊川市立横地小学校 | 菊川市立菊川西中学校 |

### 警察
警察の管轄区域は以下の通りである。
| 番・番地等 | 警察署     | 交番・駐在所 |
| ---------- | ---------- | ------------ |
| 全域       | 菊川警察署 | 菊川駅前交番 |

### WEB
1. ↑  “h02_22.csv”.   総務省 (2022年2月10日). 2025年7月14日閲覧。
2. ↑  “静岡県菊川市 (22224)”.   人文学オープンデータ共同利用センター. 2025年7月14日閲覧。
3. ↑  “静岡県 菊川市 東横地の郵便番号 - 日本郵便”.   日本郵便. 2025年7月14日閲覧。
4. ↑  “市外局番の一覧”.   総務省 (2022年3月1日). 2025年7月14日閲覧。
5. ↑  “事業所案内及び管轄地域（事務所3件、分室3件）”.   一般社団法人静岡県自動車会議所. 2025年7月14日閲覧。
6. ↑  “菊川市小字一覧 - 静岡県オープンデータ”.   静岡県 (2018年10月16日). 2025年7月14日閲覧。
7. ↑  “historyofcities.pdf”.   静岡県総務部合併推進室・財団法人静岡県市町村振興協会. 2025年7月14日閲覧。
8. ↑  “解説ページ”.   株式会社エア. 2025年7月14日閲覧。
9. ↑  “菊川市／通学区域一覧”.   菊川市 (2024年4月1日). 2025年7月14日閲覧。
10. ↑  “交番駐在所一覧表｜静岡県警察”.   静岡県警察 (2023年6月12日). 2025年7月14日閲覧。